# Dijon Football Côte-d'Or 2014-2015
Questa voce raccoglie le informazioni riguardanti il Dijon Football Côte-d'Or' nelle competizioni ufficiali della stagione 2014-2015.

## Stagione
La stagione 2014-2015 del Digione è la 12ª stagione del club in Ligue 2. Olivier Dall'Oglio viene riconfermato nel ruolo di allenatore del club.

## Rosa
Rosa aggiornata al 4 settembre 2013.
| N. |                           | Ruolo | Calciatore       |
| -- | ------------------------- | ----- | ---------------- |
| 1  | Francia (bandiera)        | P     | Florent Perraud  |
| 2  | Francia (bandiera)        | D     | Pierre Lemonnier |
| 4  | Francia (bandiera)        | D     | William Rémy     |
| 5  | Francia (bandiera)        | D     | Zakaria Diallo   |
| 6  | Senegal (bandiera)        | C     | Ousseynou Cissé  |
| 9  | Francia (bandiera)        | A     | Loïs Diony       |
| 11 | Capo Verde (bandiera)     | A     | Júlio Tavares    |
| 12 | Costa d'Avorio (bandiera) | A     | Koro Koné        |
| 13 | Francia (bandiera)        | D     | Pape Paye        |
| 14 | Francia (bandiera)        | C     | Jordan Marié     |
| 15 | Costa d'Avorio (bandiera) | D     | Abdoulaye Bamba  |
| 16 | Francia (bandiera)        | P     | Enzo Basilio     |
| 17 | Francia (bandiera)        | C     | Brian Babit      |
| 18 | Francia (bandiera)        | C     | Elliot Sorin     |

| N. |                           | Ruolo | Calciatore           |
| -- | ------------------------- | ----- | -------------------- |
| 19 | Francia (bandiera)        | D     | Samuel Souprayen     |
| 20 | Francia (bandiera)        | C     | Romain Amalfitano    |
| 21 | Francia (bandiera)        | C     | Jessy Bénet          |
| 22 | Francia (bandiera)        | C     | Johan Gastien        |
| 23 | Mali (bandiera)           | C     | Sekou Baradji        |
| 24 | Costa d'Avorio (bandiera) | D     | Zié Diabaté          |
| 25 | Francia (bandiera)        | D     | Steven Paulle        |
| 26 | Francia (bandiera)        | A     | Jérémie Bela         |
| 27 | Francia (bandiera)        | D     | Cédric Varrault      |
| 28 | Francia (bandiera)        | C     | Florent Mollet       |
| 29 | Francia (bandiera)        | C     | Romain Philippoteaux |
| 30 | Francia (bandiera)        | P     | Baptiste Reynet      |
| 40 | Francia (bandiera)        | P     | Léo Muller           |

## Calciomercato

### Sessione estiva(dall'1/7 al 2/9)
| Acquisti | Acquisti         | Acquisti              | Acquisti        |
| R.       | Nome             | da                    | Modalità        |
| -------- | ---------------- | --------------------- | --------------- |
| D        | Zié Diabaté      | Gent                  | fine prestito   |
| C        | Jessy Benet      | FC Montceau Bourgogne | primo contratto |
| C        | Eliott Sorin     | Digione 2             | primo contratto |
| D        | Pierre Lemonnier | Rennes 2              | primo contratto |
| P        | Baptiste Reynet  | Lorient               | prestito        |

| Cessioni | Cessioni              | Cessioni          | Cessioni      |
| R.       | Nome                  | a                 | Modalità      |
| -------- | --------------------- | ----------------- | ------------- |
| A        | Christopher Jouffreau |                   | svincolato    |
| C        | Hakkem Achour         | Fréjus St-Raphaël | svincolato    |
| P        | Benjamin Lecomte      | Lorient           | fine prestito |
| C        | Rémi Mulumba          | Lorient           | fine prestito |
| C        | Romain Amalfitano     | Newcastle Utd     | definitivo    |
| P        | Daniel Yeboah         |                   | svincolato    |
| C        | Florin Bérenguer      | Sochaux           | svincolato    |
| A        | Grégory Thil          | Châteauroux       | prestito      |

## Risultati

### Ligue 2

#### Girone d'andata
| Nancy 1º agosto 2014, ore 20:00 CEST 1ª giornata | Nancy | – | Digione | Stade Marcel Picot |

| Digione 8 agosto 2014, ore 20:00 CEST 2ª giornata | Digione | – | Laval | Stade Gaston-Gérard |

| Nîmes 15 agosto 2014, ore 20:00 CEST 3ª giornata | Nîmes | – | Digione | Stade des Costières |

| Digione 22 agosto 2014, ore 20:00 CEST 4ª giornata | Digione | – | Auxerre | Stade Gaston-Gérard |

| Montbéliard 29 agosto 2014, ore 20:00 CEST 5ª giornata | Sochaux | – | Digione | Stade Auguste Bonal |

| Digione 12 settembre 2014, ore 20:00 CEST 6ª giornata | Digione | – | Niort | Stade Gaston-Gérard |

| Ajaccio 19 settembre 2014, ore 20:00 CEST 7ª giornata | Gazélec Ajaccio | – | Digione | Stade Ange Casanova |

| Digione 23 settembre 2014, ore 20:00 CEST 8ª giornata | Digione | – | Créteil-Lusitanos | Stade Gaston-Gérard |

| Le Havre 26 settembre 2014, ore 20:00 CEST 9ª giornata | Le Havre | – | Digione | Stade Océane |

| Digione 3 ottobre 2014, ore 20:00 CEST 10ª giornata | Digione | – | Clermont Foot | Stade Gaston-Gérard |

| Valenciennes 17 ottobre 2014, ore 20:00 CEST 11ª giornata | Valenciennes | – | Digione | Stade du Hainaut |

| Troyes 24 ottobre 2014, ore 20:00 CET 12ª giornata | Troyes | – | Digione | Stade de l'Aube |

| Digione 31 ottobre 2014, ore 20:00 CET 13ª giornata | Digione | – | Ajaccio | Stade Gaston-Gérard |

| Angers 7 novembre 2014, ore 20:00 CET 14ª giornata | Angers | – | Digione | Stade Jean Bouin |

| Digione 21 novembre 2014, ore 20:00 CET 15ª giornata | Digione | – | Orléans | Stade Gaston-Gérard |

| Avignone 28 novembre 2014, ore 20:00 CET 16ª giornata | Arles-Avignon | – | Digione | Parc des Sports |

| Digione 12 dicembre 2014, ore 20:00 CET 17ª giornata | Digione | – | Brest | Stade Gaston-Gérard |

| Tolosa 19 dicembre 2014, ore 20:00 CET 18ª giornata | Luzenac | – | Digione | Stadio Ernest-Wallon |

| Digione 9 gennaio 2015, ore 20:00 CET 19ª giornata | Digione | – | Tours | Stade Gaston-Gérard |

#### Girone di ritorno
| Laval 16 gennaio 2015, ore 20:00 CEST 20ª giornata | Laval | – | Digione | Stade Francis Le Basser |

| Digione 23 gennaio 2015, ore 20:00 CEST 21ª giornata | Digione | – | Nîmes | Stade Gaston-Gérard |

| Auxerre 30 gennaio 2015, ore 20:00 CEST 22ª giornata | Auxerre | – | Digione | Stadio Abbé-Deschamps |

| Digione 6 febbraio 2015, ore 20:00 CEST 23ª giornata | Digione | – | Sochaux | Stade Gaston-Gérard |

| Niort 13 febbraio 2015, ore 20:00 CEST 24ª giornata | Niort | – | Digione | Stade René-Gaillard |

| Digione 20 febbraio 2015, ore 20:00 CEST 25ª giornata | Digione | – | Gazélec Ajaccio | Stade Gaston-Gérard |

| Créteil 27 febbraio 2015, ore 20:00 CEST 26ª giornata | Créteil-Lusitanos | – | Digione | Stade Dominique-Duvauchelle |

| Digione 6 marzo 2015, ore 20:00 CEST 27ª giornata | Digione | – | Le Havre | Stade Gaston-Gérard |

| Clermont-Ferrand 13 marzo 2015, ore 20:00 CEST 28ª giornata | Clermont Foot | – | Digione | Stade Gabriel Montpied |

| Digione 20 marzo 2015, ore 20:00 CEST 29ª giornata | Digione | – | Valenciennes | Stade Gaston-Gérard |

| Digione 3 aprile 2015, ore 20:00 CEST 30ª giornata | Digione | – | Troyes | Stade Gaston-Gérard |

| Ajaccio 10 aprile 2015, ore 20:00 CET 31ª giornata | Ajaccio | – | Digione | Stade François Coty |

| Digione 17 aprile 2015, ore 20:00 CET 32ª giornata | Digione | – | Angers | Stade Gaston-Gérard |

| Orléans 24 aprile 2015, ore 20:00 CET 33ª giornata | Orléans | – | Digione | Stade de la Source |

| Digione 28 aprile 2015, ore 20:00 CET 34ª giornata | Digione | – | Arles-Avignon | Stade Gaston-Gérard |

| Brest 1º maggio 2015, ore 20:00 CET 35ª giornata | Brest | – | Digione | Stade Francis-Le Blé |

| Digione 8 maggio 2015, ore 20:00 CET 36ª giornata | Digione | – | Luzenac | Stade Gaston-Gérard |

| Tours 15 maggio 2015, ore 20:00 CET 37ª giornata | Tours | – | Digione | Stade de la Vallée du Cher |

| Digione 22 maggio 2015, ore 20:00 CET 38ª giornata | Digione | – | Nancy | Stade Gaston-Gérard |

## Statistiche

### Statistiche di squadra
Statistiche aggiornate al 18 maggio 2014.
| Competizione      | Punti | In casa | In casa | In casa | In casa | In casa | In casa | In trasferta | In trasferta | In trasferta | In trasferta | In trasferta | In trasferta | Totale | Totale | Totale | Totale | Totale | Totale | DR |
| Competizione      | Punti | G       | V       | N       | P       | Gf      | Gs      | G            | V            | N            | P            | Gf           | Gs           | G      | V      | N      | P      | Gf     | Gs     | DR |
| ----------------- | ----- | ------- | ------- | ------- | ------- | ------- | ------- | ------------ | ------------ | ------------ | ------------ | ------------ | ------------ | ------ | ------ | ------ | ------ | ------ | ------ | -- |
| Ligue 2           | 0     | 0       | 0       | 0       | 0       | 0       | 0       | 0            | 0            | 0            | 0            | 0            | 0            | 0      | 0      | 0      | 0      | 0      | 0      | 0  |
| Coupe de France   | -     | 0       | 0       | 0       | 0       | 0       | 0       | 0            | 0            | 0            | 0            | 0            | 0            | 0      | 0      | 0      | 0      | 0      | 0      | 0  |
| Coupe de la Ligue | -     | 0       | 0       | 0       | 0       | 0       | 0       | 0            | 0            | 0            | 0            | 0            | 0            | 0      | 0      | 0      | 0      | 0      | 0      | 0  |
| Totale            | -     | 0       | 0       | 0       | 0       | 0       | 0       | 0            | 0            | 0            | 0            | 0            | 0            | 0      | 0      | 0      | 0      | 0      | 0      | 0  |